# Egaenus
Genre
Synonymes
- Diabunus Thorell, 1876

Egaenus est un genre d'opilions eupnois de la famille des Phalangiidae.

## Distribution
Les espèces de genre se rencontrent en Asie et en Europe.

## Liste des espèces
Selon World Catalogue of Opiliones (28/04/2021) :
- Egaenus amanensis (Simon, 1884)
- Egaenus bajsun Staręga & Snegovaya, 2008
- Egaenus charitonovi (Gritsenko, 1972)
- Egaenus convexus (Koch, 1835)
- Egaenus diadema Simon, 1885
- Egaenus kashmiricus Caporiacco, 1935
- Egaenus laevipes (Caporiacco, 1935)
- Egaenus lindbergi (Roewer, 1960)
- Egaenus marenzelleri Nosek, 1905
- Egaenus oedipus (Thorell, 1876)
- Egaenus pakistanus (Roewer, 1956)
- Egaenus robustus (Kulczyński, 1901)
- Egaenus sinister Simon, 1875
- Egaenus turcicus Snegovaya & Marusik, 2012
- Egaenus turkmenicus Chemeris & Snegovaya, 2010
- Egaenus zichyi Kulczyński, 1901

## Publication originale
- C. L. Koch, 1839 : Die Arachniden: Getreu nach der Natur abgebildet und beschrieben., vol. 5, p. 1–158 (texte intégral).